# Donna Weaver
Donna Weaver est une artiste américaine, sculptrice-graveuse à la Monnaie des États-Unis à la retraite et designer pour son programme Artistic Infusion (AIP). Elle est reconnue pour sa contribution à la conception de nombreuses pièces de monnaie et médailles commémoratives américaines, ainsi que pour son travail dans l'art du portrait en miniature bas-relief en cire.

## Biographie
Originaire du nord du Kentucky, Donna Weaver a étudié la sculpture, la peinture et la gravure à l'Art Academy of Cincinnati, obtenant un diplôme en beaux-arts en 1966. Avant de rejoindre la Monnaie des États-Unis, elle a travaillé pour plusieurs entreprises de jouets, notamment Kenner Toys et Hasbro, où elle sculptait des figurines d'action et des poupées pendant 14 ans. Elle a également travaillé pour Gibson Greeting cards,.
En juillet 2000, Weaver est devenue sculptrice-graveuse à la Monnaie des États-Unis à Philadelphie. Elle a occupé ce poste pendant cinq ans et demi, jusqu'à sa retraite en 2006. Après sa retraite de son poste interne, elle a été acceptée au sein du programme Artistic Infusion (AIP) de la Monnaie en 2006, où elle continue de concevoir des pièces de monnaie et des médailles en tant que contractante indépendante. Les designers de l'AIP sont rémunérés pour la soumission de propositions de design et reçoivent une prime si leur design est sélectionné pour une pièce ou une médaille,.
Weaver réside à Vevay, en Indiana, dans une maison historique au bord de la rivière Ohio, construite en 1836, où elle a également son studio et sa bibliothèque. Elle est également passionnée par l'histoire, ayant été présidente de la Switzerland County Historical Society et participant à des reconstitutions historiques. Elle est co-fondatrice et directrice du musée de Venoge, un musée d'histoire vivante à but non lucratif datant de 1814, qu'elle a contribué à sauver et restaurer,.

## Monnaie des États-Unis
Donna Weaver a eu un impact significatif sur la conception de la monnaie et des médailles américaines, travaillant à la fois en tant que sculptrice-graveuse interne et en tant que designer externe via le programme Artistic Infusion.

### Sculptrice-Graveuse (2000-2006)
Durant ses six années en tant que sculptrice-graveuse à la Monnaie de Philadelphie, plus de trente de ses designs ont été sélectionnés pour des pièces et des médailles. Elle a également gravé les modèles nécessaires à la production de ces pièces, ainsi que les designs d'autres artistes. Parmi ses contributions notables de cette période, on trouve :
- Le design et la sculpture de douze des pièces d'un quart de dollar des 50 États dévoilées entre 2001 et 2007 (Ohio, Indiana, Illinois, Michigan, Tennessee, Mississippi, Maine, Montana, Dakota du Nord, Wyoming, Idaho et Oregon)[2] ;
- Le design et la du dollar en argent et de la pièce de cinq dollars en or pour les Jeux olympiques d'hiver de Salt Lake City en 2002[6] ;
- Le revers de la médaille d'or du Congrès Ronald et Nancy Reagan en 2000[6],[7] ;
- Les designs et la sculpture pour l'avers et le revers de la médaille du Congrès Charles M. Schulz en 2000[6] ;
- La sculpture de l'avers de la pièce de cinq cents (nickel) « Retour à Monticello », utilisée à partir de 2006[8].

### Artistic Infusion (depuis 2006)
En tant que membre de l'AIP, Donna Weaver a conçu de 50 à 70 pièces et médailles supplémentaires. Elle travaille depuis son propre studio, soumettant des dessins finis, lesquels sont ensuite sculptés numériquement par le personnel de gravure de la Monnaie. Ses initiales « DW » apparaissent sur les pièces et médailles qu'elle a conçues.
Ses réalisations en tant que designer de l'AIP incluent :
- Les designs de l'avers et du revers pour les pièces commémoratives du 250e anniversaire du Corps des Marines des États-Unis en 2025[9] ;
- Tous les designs de l'avers de la série de pièces en platine American Platinum Eagle (en) sur le premier Amendement des États-Unis pour les années 2021-2025 (Liberté de Religion, Liberté d'Expression, Liberté de la Presse, Droit de s'assembler, Droit de pétition) ;
- Le revers du dollar Native American de 2021, qui rend hommage au service militaire distingué des Amérindiens[10] ;
- Le revers des pièces d'un quart de dollar America de Beautiful de Marsh-Billings-Rockefeller National Historical Park (en) en 2020[11] ;
- Le revers commun des pièces commémoratives du Temple de la renommée du Basketball de 2020[5],[12] ;
- Le revers de la pièce en or 24 carats et de la médaille en argent du 75e anniversaire de la fin de la Seconde Guerre mondiale en 2020[13] ;
- Le revers de la pièce en or haut relief et de la médaille en argent  American Liberty de 2019[14] ;
- Le revers du dollar American Innovation de 2019 pour le Delaware[15] ;
- Le revers des quarts de dollar America the Beautiful American Memorial Park (en) en 2019[16] ;
- Le revers du dollar American Innovation de 2018[17] ;
- Le revers des pièces de 5 onces en argent brillant universel et des quarts de dollar America the Beautiful Cumberland Island National Seashore en 2018[18] ;
- Les avers et revers des médailles du Congrès Civil Air Patrol en 2014[19] ;
- Les designs pour huit côtés des médailles du Congrès de reconnaissance des Code Talkers[20] ;
- L'avers des médailles en argent et en bronze de l'U.S. Navy[21] ;
- L'avers de la médaille d'or du Congrès des marins marchands de la Seconde Guerre mondiale[22] ;
- L'avers et le revers de la médaille d'or du Congrès des vétérans sino-américains de la Seconde Guerre mondiale[23] ;
- Le revers de la médaille d'or du Congrès Anouar el-Sadate[24] ;
- L'avers de la médaille d'or du Congrès Muhammad Yunus[25] ;
- Les avers et revers de la Médaille nationale du 11 septembre 2011[4] ;
- Le design de l'avers du dollar en argent du centenaire des Boy Scouts of America en 2010[26] ;
- Le revers du quart de dollar America the Beautiful parc historique national de Chaco en 2012[27].

## Réalisations artistiques et médailles honorifiques
En plus de ses contributions à la Monnaie des États-Unis, Donna Weaver est une artiste polyvalente.

### Médaille du bicentenaire de l'Indiana (2016)
Son design, intitulé « Indiana Revealed », a été choisi parmi près de cent concepts soumis par cinquante artistes de l'État pour la médaille commémorative du bicentenaire de l'Indiana. Il représente l'histoire de l'Indiana, de ses débuts à ses réalisations modernes, incluant des références à la guerre civile, à l'agriculture, à l'industrie, à la recherche médicale et aux sites historiques,.

### Buste du major Sam Woodfill (2018)
Elle a sculpté un buste grandeur nature du major Sam Woodfill (en), un héros de la Première Guerre mondiale, pour le cimetière des anciens combattants de l'Indiana.

### Portrait en cire miniature en bas-relief
Weaver a ravivé cet art populaire aux États-Unis entre 1750 et 1840. Elle est considérée comme l'une des meilleures artisanes par Early American Life Magazine.